# Super B
I Super B sono stati un gruppo musicale italiano pop rock, nato nel 1998 a Pisa e attivo fino al 2001.

## Storia del gruppo
Sono noti soprattutto per aver pubblicato, nel loro omonimo primo album (uscito per l'etichetta V2 Records), la cover della canzone Amore disperato di Nada. Il videoclip della canzone, diretto nel 1999 dal regista Riccardo Struchil, li ritraeva all'interno di un distributore di benzina di notte. Questo e il video del singolo successivo, Cut up, ebbero buon successo nelle emittenti televisive e permisero al gruppo di partecipare al Brand:new Tour, festival itinerante organizzato da MTV, insieme alle realtà indie rock italiane più promettenti del periodo. In precedenza la band era stata impegnata in numerosi appuntamenti live, aprendo anche una data a Milano degli Stereophonics.
Il secondo e, ad oggi, ultimo album della band si intitola Record, ebbe ancor meno fortuna commerciale del precedente. Il primo singolo estratto fu Down by law.

## Formazione
Nati dalle ceneri del gruppo Oleg Smirnov and the frog, erano:
- Simone Cremonini: voce, chitarre
- Alessio Lombardi: tastiere, cori
- Ettore Carloni: chitarre
- Giacomo Macelloni: batteria, cimbali
- Fabrizio Degli Innocenti "Tabitto": basso

## Discografia
- 1998 - Super B
- 2000 - Io : x = 20 : persi (singolo)
- 2000 - Record